# Episodi di Don Coyote e Sancho Panda
Elenco degli episodi della serie televisiva animata Don Coyote e Sancho Panda.
La prima stagione, composta da 13 episodi, è stata trasmessa negli Stati Uniti, in syndication, dal 16 settembre al 9 dicembre 1990. La seconda stagione, composta da 13 episodi, è stata trasmessa dal 15 settembre all'8 dicembre 1991.
In Italia è stata trasmessa su Rai 1, all'interno de La Banda dello Zecchino, dal 27 settembre 1992.

## Stagione 1
| nº | Titolo originale                  | Titolo italiano                 | Prima TV USA | Prima TV Italia  |
| -- | --------------------------------- | ------------------------------- | ------------ | ---------------- |
| 1  | Pity the Poor Pirate              | Il flagello dei sette mari      |              |                  |
| 2  | Not a Ghost of a Chance           | La città dei fantasmi           |              |                  |
| 3  | The Horse Who Would Be King       | Il cavallo che voleva essere re |              |                  |
| 4  | Veni Vidi Viking                  | Don Coyote e il vichingo        |              |                  |
| 5  | Don Coyote Meets Robin Hood       | Don Coyote incontra Robin Hood  |              |                  |
| 6  | Rosinante by a Nose               | Ronzinante per una narice       |              | 1º novembre 1992 |
| 7  | The Reluctant Brides              | Appuntamento con il destino     |              |                  |
| 8  | Surely You Joust                  |                                 |              |                  |
| 9  | Double Don                        | Non bastava un Don Coyote       |              | 1º novembre 1992 |
| 10 | Don Coyote & the Flying Gargoyle  | Il volatile rombante            |              |                  |
| 11 | Don Coyote and the Masked Avenger | Il vendicatore mascherato       |              |                  |
| 12 | Shrink, Shrank, Shrunk            | Strinti, stretti, strutti       |              |                  |
| 13 | Who's Got the Genie               | Il genio dei desideri           |              |                  |

## Stagione 2
| nº | Titolo originale                   | Titolo italiano                      | Prima TV USA | Prima TV Italia  |
| -- | ---------------------------------- | ------------------------------------ | ------------ | ---------------- |
| 1  | Sancho's Island                    | L'isola di Sancho                    |              | 15 novembre 1992 |
| 2  | Vincente the Inventor              | Vincente l'inventore                 |              | 22 novembre 1992 |
| 3  | Sir Sancho the Nearly Knight       | Scudiero o cavaliere?                |              | 22 novembre 1992 |
| 4  | Don't Monkey with the Baby         |                                      |              |                  |
| 5  | Don Coyote & the Contessa          |                                      |              |                  |
| 6  | Don Coyote & the Deep Sea          |                                      |              |                  |
| 7  | A Knight in Arabia                 |                                      |              |                  |
| 8  | Goodbye Rosinante                  | Addio Rosinante                      |              | 8 novembre 1992  |
| 9  | Don Coyote's Fire-Breathing Friend | Don Coyote e l'amico sputafiamme     |              | 15 novembre 1992 |
| 10 | The Haunted Inheritance            | L'eredità difficile                  |              | 8 novembre 1992  |
| 11 | Don Coyote & the Feudin' Families  | Don Coyote e la cavalleresca tenzona |              |                  |
| 12 | Don Coyote & the Christmas Bell    |                                      |              |                  |
| 13 | Don Coyote & the Secret Weapon     | Don Coyote e l'arma segreta          |              |                  |